# Thomas Akers
Thomas Akers (St. Louis, 20 de maio de 1951) é um ex-astronauta norte-americano veterano de quatro missões ao espaço a bordo do ônibus espacial.
Formado em Matemática Aplicada pela Missouri University of Science and Technology, voltou aos 24 anos para a cidade de Eminence, onde fez o curso secundário, para ser professor do ensino médio na escola pública local. Em 1979, quando um recrutador da Força Aérea dos Estados Unidos deixou brochuras de alistamento em sua mesa para seus alunos, foi Akers quem resolveu se alistar.
Na Força Aérea foi baseado primeiramente na Eglin Air Force Base, Flórida, como analista de mísseis ar-ar, enquanto continuava a dar aulas de matemática e física na Troy State University. Em 1982 cursou a Escola de Piloto de Teste da Força Aérea dos Estados Unidos na Base Aérea de Edwards, onde completou um ano de treino como engenheiro de teste de voo e retornou a Eglin, passando a trabalhar em diversos programas de testes de aeronaves até ser selecionado para o curso de astronautas da NASA em 1987.
Seu primeiro voo ao espaço foi em 6 de outubro de 1990 como especialista de missão da STS-41 Discovery, onde atuou principalmente no lançamento da sonda espacial Ulysses em direção ao Sol; a segunda missão foi em maio de 1992, na STS-49, primeiro voo da nave Endeavour, que capturou em órbita e consertou o satélite Intelsat VI. Esta foi a primeira vez na história do programa do ônibus espacial que três astronautas fizeram uma caminhada espacial ao mesmo tempo, na tentativa de consertar o satélite, que acabou bem sucedida.
Em 2 de dezembro de 1993 ele foi novamente ao espaço na STS-61 Endeavour, enviada à órbita para fazer consertos e modernizar equipamentos do telescópio espacial Hubble. Nesta missão ele passou 13 horas fora da espaçonave em duas atividades extraveiculares, realizando manutenção no telescópio. Sua última missão foi em setembro de 1996 na STS-79 Atlantis, que acoplou com a estação espacial russa Mir como parte do Programa Shuttle-Mir.
Retirou-se da NASA em 1997 e da Força Aérea com a patente de coronel em 1999 para trabalhar como professor de matemática na Missouri University of Science and Technology, sua alma mater, até se aposentar em 2010.